# Gens de Lisboa
Gens (Genesius em latim) é um lendário bispo-mártir que, segundo a tradição, terá sido um dos primeiros bispos de Lisboa, ainda durante a dominação romana.
Conta a lenda que, quando São Gens nasceu, a sua mãe morreu do parto. Esta lenda está na origem de uma curiosa tradição, que ainda hoje se cumpre, segundo a qual uma mulher grávida que quiser assegurar-se de que vai ter um parto bem sucedido deve sentar-se na "Cadeira de São Gens". Esta cadeira de mármore está guardada na Ermida da Senhora do Monte, na freguesia da Graça em Lisboa, erguida no Monte de São Gens, local onde supostamente São Gens foi martirizado.